# 贺永亮
贺永亮（1975年5月—），中华人民共和国政治人物。

## 生平
1975年5月，贺永亮出生在湖南省邵东县。1999年，贺永亮从湖南商学院（今湖南工商大学）工商行政管理专业毕业。
1999年毕业后，贺永亮成为新邵县潭溪镇的一名科员，2000年6月成为潭溪镇规划建设国土办公室主任。2001年9月，贺永亮调任共青团新邵县委副书记，2003年8月升任书记。2006年2月，贺永亮调任新邵县龙溪铺镇党委副书记，同年4月兼任镇长，2007年8月升任书记。2011年6月，贺永亮晋升中共新邵县委常委，同年10月出任县委办主任，2016年9月转任宣传部长。
2019年5月，贺永亮调任中共隆回县委常委、县人民政府副县长，次月兼任县人民政府党组副书记。
2021年6月，贺永亮出任洞口县人民政府代理县长，同年10月正式出任县长。
2024年9月，贺永亮出任中共邵阳市委统战部副部长。

### 落马
2025年5月29日，贺永亮涉嫌严重违纪违法，接受邵阳市纪委监委纪律审查和监察调查。